# Feuerwehr Ludwigshafen
Die Feuerwehr Ludwigshafen am Rhein besteht aus einer Berufsfeuerwehr (BF) und einer Freiwilligen Feuerwehr (FF). Sie betreut ein Einsatzgebiet von rund 80 km², in welchem über 160.000 Menschen leben. Das Einsatzgebiet der Feuerwehr Ludwigshafen am Rhein umfasst unter anderem auch weitläufige Industrieareale und einen Binnenhafen. Außerdem existieren in Ludwigshafen 3 Werkfeuerwehren in Chemieunternehmen, darunter die Werkfeuerwehr BASF.
Die Feuerwehr Ludwigshafen ist für Brände und technische Hilfeleistung zuständig. Der Rettungsdienst wird von den vier Hilfsorganisationen Deutsches Rotes Kreuz (Süden), Arbeiter-Samariter-Bund (Mitte), Johanniter-Unfall-Hilfe und Malteser Hilfsdienst (Norden) übernommen. Ludwigshafen verfügt über keinen eigenen Feuerwehrkran, nach vertraglicher Regelung kann die Feuerwehr Ludwigshafen jedoch auf den der Feuerwehr Mannheim zurückgreifen.

## Berufsfeuerwehr

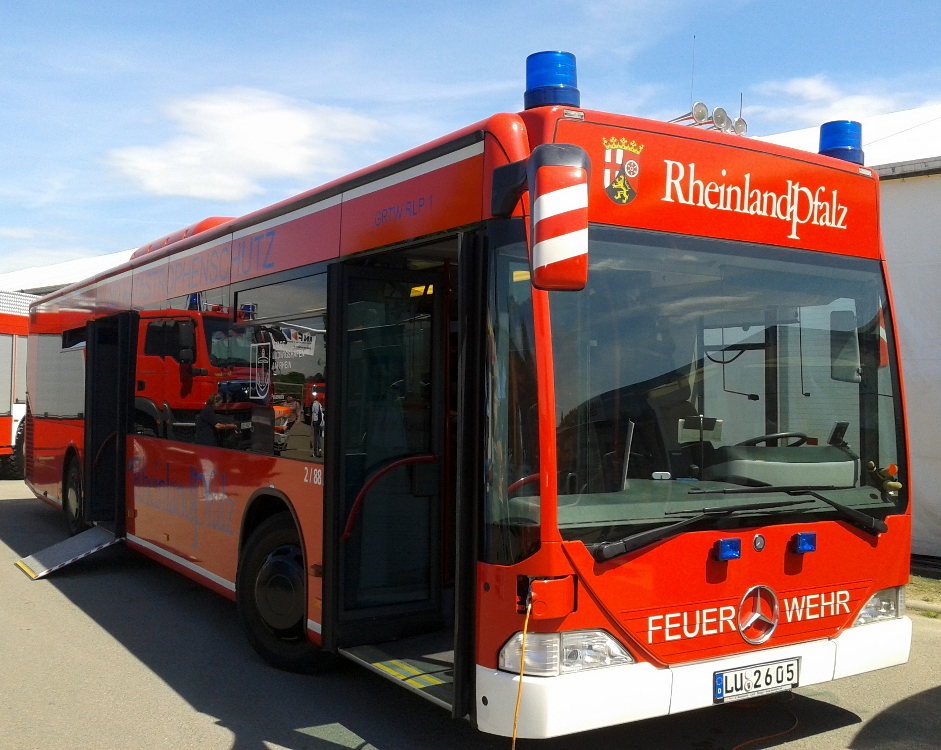
Großraumrettungswagen

Die Berufsfeuerwehr stellt organisatorisch den Bereich 1-22 Feuerwehr der Stadtverwaltung Ludwigshafen am Rhein dar und untersteht unmittelbar der Oberbürgermeisterin.
Die Leitung des Bereichs obliegt dem Brand- und Katastrophenschutzinspekteur. Dies ist seit 2017 der Leitende Branddirektor Stefan Bruck. Ihm zur Seite stehen zwei stellvertretende Brand- und Katastrophenschutzinspekteure, welche in Personalunion die Leitung der Abteilungen Gefahrenabwehr und Katastrophenschutz innehaben.
Der Bereich Feuerwehr gliedert sich in den Stabsbereich Integrierte Leitstelle und 5 Abteilungen:
- Abteilung 1-221 | Verwaltung
- Abteilung 1-222 | Gefahrenvorbeugung
- Abteilung 1-223 | Gefahrenabwehr
- Abteilung 1-224 | Technik
- Abteilung 1-225 | Katastrophenschutz

Feuerwache 1 (ehemals Hauptfeuerwache)
Die Feuerwache 1 beheimatet neben dem Löschzug 1 diverse Sonderfahrzeuge und die Fahrzeuge des Führungsdienstes.
Der Löschzug besteht nach Ludwigshafener Konzept aus einem Hilfeleistungslöschgruppenfahrzeug 20 und einer Drehleiter 23/12, wobei das HLF mit sieben Einsatzkräften (Staffel + C-Dienst) und die Drehleiter mit zwei Einsatzkräften besetzt sind.
Die Sonderfahrzeuge (GW-Mess, CBRN-Erkunder, Rüstwagen-Kran, GW-Strömungsretter, GW-Tierrettung, 2 Wechselladerfahrzeuge für diverse Abrollbehälter, ELW2) werden durch Springerfunktionen besetzt.
Ebenso untergebracht sind hier Reserve-Fahrzeuge und diverse Pkw für den Tagdienst.
Außerdem sind hier rund um die Uhr ein B-Dienst und ein A-Dienst mit ELW1 stationiert. Deren Führungsassistenten werden aus dem Personalpool der Feuerwache 1 gestellt. Hinzu kommt ein weiterer B-Dienst, welcher Montags bis Freitags während der Büroarbeitszeiten durch Tagdienstpersonal besetzt wird.
Auch die Funktion des Feuerwehr-Disponenten auf der Integrierten Leitstelle Ludwigshafen wird aus die Wachabteilung gestellt; Hierbei werden über den 24h-Dienst drei Beamte in einem Rhythmus – 4h-ILtS + 8h-Löschzug + 4h-ILtS + 8h-Löschzug – eingesetzt. Hinzu kommt ein Disponent im Führungs- und Lagezentrum.
Auf dem Gelände befinden sich neben den Räumlichkeiten der Wachabteilung, Büros der Abteilungen und der Integrierten Leitstelle auch mehrere Feuerwehr-Werkstätten und das städtische Führungs- und Lagezentrum, welchem die rückwärtige Führungsunterstützung von Einsätzen des Brand- und Katastrophenschutzes im Stadtgebiet nach Erstalarmierung durch die Integrierte Leitstelle obliegt. Hierzu stehen eine Feuerwehr-Einsatz-Zentrale, eine Messleitkomponente und Stabsräume für den operativ-taktischen Einsatzstab und den administrativ-organisatorischen Verwaltungsstab bereit.
Feuerwache 2 (ehemals Feuerwache Nord)
Auf der Feuerwache 2 sind der Löschzug 2 der Berufsfeuerwehr, die Tauchergruppe mit GW-Taucher, MZF 3 mit Bootsanhänger mit RTB, GW-Logistik und GRTW untergebracht.
Neben einigen Feuerwehrwerkstätten befindet sich hier die Feuerwehrschule, durch welche regelmäßig ein eigenes HLF 20 besetzt wird.
Feuerwache 3 (ehemals Feuerwache West)
Als kleinste Feuerwache umfasst diese lediglich ein HLF 20 mit klassischer Ludwigshafener 7-Mann-Besatzung. Neben dem Grundschutz für den westlichen Stadtteil ist es Aufgabe dieser Wache, die Löschzüge der Feuerwachen 1 und 2 zu ergänzen.
Schichtsystem
Bei der BF Ludwigshafen wird ein 3-Schicht-System mit 24-Stunden-Schichten eingesetzt. Zusätzlich gibt es einen Tagdienst für Sonderfunktionen.
Die Funktionen des Einsatzstabes sind seit Anfang 2024 montags bis freitags im Tagdienst und darüber hinaus in Rufbereitschaft besetzt.

## Freiwillige Feuerwehr
Die Freiwillige Feuerwehr Ludwigshafen ist aufgeteilt in drei Einheiten:

### Zug 4: Oppau
Das Feuerwehrhaus der FF Oppau ist an die Feuerwache 2 der Berufsfeuerwehr angegliedert. Neben der Ausrüstung für Brandbekämpfung und Hilfeleistung ist die FF Oppau auch für die Dekontamination nach Gefahrguteinsätzen zuständig. Deshalb ist das vom Bund in Ludwigshafen stationierte Gerätewagen Dekontamination Personal bei der FF Oppau untergebracht. Weiterhin gehören zu der Dekonkomponente ein Abrollbehälter Dekontamination Fahrzeuge sowie der Abrollbehälter Dekontamination Personen. Letzterer ist eine Investition des Landes Rheinland-Pfalz und wurde speziell für den Einsatz von Tierseuchen konzipiert. Am 12. September 2010 feierte die FF Oppau ihr 150-jähriges Jubiläum.

### Zug 5: Stadtmitte
Die FF Stadtmitte war bis Mitte 2018 im ehemaligen Grünflächenamt auf der Parkinsel untergebracht. Danach war die Einheit übergangsweise in einer Halle des Katastrophenschutzes in Maudach untergebracht, bis im Jahr 2020 der benachbarte Neubau eines Feuerwehrhauses bezogen werden konnte.
Sie übernimmt weiterhin die Sonderaufgabe „Wasserförderung“. Deshalb sind hier unter anderem ein SW 2000 sowie ein LF 20 KatS stationiert, letzteres löste ein LF 16-TS ab.

### Zug 6: Ruchheim
Die Freiwillige Feuerwehr im ehemals eigenständigen Ruchheim hat innerhalb der FF Ludwigshafen eine gewisse Sonderrolle inne, da sie im Gegensatz zu den anderen beiden Feuerwehren über einen eigenen Ausrückebereich verfügt, in dem sie zu jedem Einsatz fährt. Zu diesem Bereich gehören neben dem Stadtteil Ruchheim die westlichen Teile von Oggersheim sowie die viel befahrene Bundesstraße 9 sowie die Bundesautobahnen 650 und 61.
Bis zur Eröffnung der dritten Wache der Berufsfeuerwehr im September 2010 war die FF Ruchheim der Zug 3.

## Geschichte
Als die Mannheimer Rheinschanze 1849 während der Reichsverfassungskampagne durch die Beschießung von Mannheimer Seite aus in Flammen gestanden hatte, gab es in der jungen Ansiedlung weder Mannschaften noch Löschgeräte zur Brandbekämpfung. So hatte sich das verheerende Feuer schnell ausbreiten und schwere Schäden ungehindert anrichten können.
Erst dieses Ereignis veranlasste die Bevölkerung, dem Löschwesen die erforderliche Aufmerksamkeit zu schenken. Nachdem eine am Ort ansässige Mobiliar-Feuerversicherungs-Gesellschaft den Betrag von 1400 Gulden zur Anschaffung einer Feuerspritze bereitgestellt hatte, kam es Ende 1850 zu ersten Übungen mit diesem Gerät. Ungefähr 30 Freiwillige unter der Leitung des Kaufmanns Eduard Lipowski bildeten die erste Ludwigshafener Feuerwehrmannschaft.
Im Jahr 1853 wird Ludwigshafen eine selbstständige Gemeinde. Die erste Feuerlöschordnung wird erstellt und die Freiwillige Feuerwehr gegründet. Freiwillig war jedoch nur die 9. Abteilung als Spritzenmannschaft, das „Korps der Freiwilligen“. Die übrige Mannschaft bestand aus dienstverpflichteten Selbstständigen.
Da nicht mehr genügend Freiwillige zur Verfügung standen, wurde 1872 eine obligatorische Feuerwehr eingeführt und damit die Freiwillige Feuerwehr zur „Pflichtfeuerwehr“. Verpflichtet wurden damals alle männlichen Bürger im Alter von 21 bis 60 Jahren.
1892 wird Friesenheim eingemeindet und die bestehende Feuerwehr als 4. Kompanie dem Ludwigshafener Kommando unterstellt.
Das städtische Wasserwerk nimmt 1895 seinen Betrieb auf. Wasserleitungen und Hydranten werden installiert. Die Feuerwehr erhält einen Hydrantenwagen. Dieser technische Fortschritt ermöglicht die Aufhebung der Wassermannschaften.
1898 erfolgt die Übernahme eines neuen Übungsplatzes mit einem 15 Meter hohen Steigerturm an der Gutenbergschule (heute Wittelsbachschule). Es wird eine „öffentliche elektrische Feuer-Alarmierungs- und Telephon-Anlage“ durch eine ortsansässige Firma hergestellt.
Mit der Eingemeindung von Mundenheim 1899 wird auch die dort bestehende Feuerwehr als 5. Kompanie dem Ludwigshafener Kommando unterstellt. Die nun fünf Kompanien werden in fünf Löschbezirke (Süd, Mitte, Nord, Friesenheim und Mundenheim) eingeteilt und erreichen den höchsten Mannschaftsstand der Ludwigshafener Feuerwehr: 728 Dienstpflichtige.
Das 50-jährige Bestehen im Jahr 1903 der Städtischen Feuerwehr wird von 25. bis 27. Juli groß gefeiert. Die Feuerwehr erhält gummierte Schläuche mit den heute noch verwendeten Storz-Kupplungen.
Bei einem Großbrand am 25. März 1913 verunglücken zwei Feuerwehrangehörige tödlich. Ein Getreidespeicher am damaligen Winterhafen hatte gebrannt.
Die Berufsfeuerwehr wird am 1. Februar 1918 mit vier Mann gegründet. Sie untersteht vorerst dem Kommandanten der Pflichtfeuerwehr, die weiterhin besteht. Die Feuerwache der Berufsfeuerwehr befindet sich im Stadthaus Nord. Die Berufsfeuerwehr übernimmt kurze Zeit später auch das bestehende Spritzenhaus im Umspannwerk Schillerstraße (heute Lutherstraße) als Feuerwache 2.
Ein schwarzer Tag für Ludwigshafen war der 21. September 1921, der Tag der „fürchterlichen Katastrophe, wie sie die Geschichte der deutschen Industrie bisher nicht verzeichnet hat“, so Reichspräsident Friedrich Ebert auf der Trauerfeier vier Tage später. Um 7.32 Uhr explodierten 40.000 Tonnen Ammonsulfatsalpeter im Werk Oppau der Badischen Anilin- und Sodafabrik (heute: BASF SE). Die Explosion im Werk Oppau der BASF löste einen Großeinsatz der Ludwigshafener Feuerwehren aus. In der damals selbstständigen Stadt Oppau waren fast alle Häuser zerstört oder schwer beschädigt.
1926 wird eine neue Feuerlöschordnung erlassen. Nach dieser setzt sich die städtische Feuerwehr aus Berufsfeuerwehr, Freiwilliger Feuerwehr und Pflichtfeuerwehr zusammen. Zur Feuerwehrdienstpflicht sollen alle männlichen Einwohner im Alter von 23 bis 35 Jahren herangezogen werden. Eine Verpflichtung wird jedoch nicht erforderlich, weil sich aus den Reihen der früheren Pflichtfeuerwehr genügend Männer finden, die auf Vereinsgrundlage die „Freiwillige Feuerwehr Ludwigshafen e. V.“ gründen. Die Gründungsversammlung wird am 14. April abgehalten. Die neue Freiwillige Feuerwehr gliedert sich in fünf Abteilungen und untersteht der Berufsfeuerwehr bei Ausbildung und Einsätzen. Die Berufsfeuerwehr wird in Bezug auf Mannschaft und Gerät wesentlich vergrößert. Sie übernimmt am 21. Oktober 1926 das umgebaute Anwesen zwischen Heinig- und Uhlandstraße (heute Danziger Platz) als zentrale Feuer- und Rettungswache.
Nach dem Zweiten Weltkrieg wird 1949 auf die Wiedergründung einer Freiwilligen Feuerwehr verzichtet, die Berufsfeuerwehr stellt den Brandschutz allein sicher.
Am 27. Juni 1963 wird die Hauptfeuerwache am Kaiserwörthdamm 1 im Ortsteil Mundenheim eingeweiht. Sie ist heute noch in Betrieb, Teile der Wache sind nahezu im Originalzustand erhalten. Die bisherige Hauptfeuerwache in der Uhlandstraße wird zur Feuerwache Nord.
1973 erstellt die Stadt Ludwigshafen am Rhein eine neue Brandschutzordnung. Am 1. Dezember wird in Ludwigshafen wieder eine Freiwillige Feuerwehr gegründet. Grund hierfür ist die Eingemeindung Ruchheims. Die bestehende Freiwillige Feuerwehr Ruchheim (gegründet 1880) wird mit ihrer Jugendfeuerwehr von der Stadt Ludwigshafen am Rhein übernommen.
Am 7. Juli 1978 gründet die Freiwillige Feuerwehr Oppau eine Jugendfeuerwehr.
1984 besteht die Freiwillige Feuerwehr aus folgenden Einheiten:
- Löschzug Mundenheim
- Löschzug Oppau
- Löschzug Ruchheim
- Löschzug Ludwigshafen-Süd

Die Löschzüge Mundenheim und Ludwigshafen-Süd sind zusammen im Feuerwehrhaus Parkinsel untergebracht. Sie wurden im Jahr 1994 zur „Einheit Stadtmitte“ zusammengelegt.
Im Jahr 2003 erfolgte auf der Hauptfeuerwache im Kaiserwörthdamm die Neueinrichtung der Leitstelle im 2. Obergeschoss des Hauptgebäudes.
Am 3. Februar 2008 kommt es zur größten Brandkatastrophe in Ludwigshafen seit dem Zweiten Weltkrieg: Neun türkischstämmige Bewohner sterben, 60 weitere Menschen werden verletzt. Frühe Spekulationen um einen ausländerfeindlichen Anschlag können aber von den Brandursachenermittlern ausgeschlossen werden. Diese Katastrophe ist Anlass für einen Besuch des damaligen türkischen Ministerpräsidenten Erdoğan und eine Dokumentation des WDR.